# Комбретовые
Комбре́товые (лат. Combretáceae) — семейство цветковых растений порядка Миртоцветные. Состоит из 20 родов и около 600 видов, включает в себя деревья, кустарники и деревянистые лианы, произрастающие в тропическом и субтропическом поясе. Распространены в обоих полушариях, с бо́льшим разнообразием в Африке.
Листья очерёдные или супротивные, редко мутовчатые, простые, цельные; черешки короткие либо отсутствуют, прилистники отсутствуют. На черешке, в основании листа, вдоль главной жилки или по краям часто можно увидеть желёзки, из-за чего лист в этих местах может выглядеть полупрозрачным.
Цветки двуполые или реже однополые, обычно радиально-симметричные, обычно собраны в верхушечные или пазушные соцветия. Тип соцветия варьирует, но чаще всего встречается колос с удлинённой осью, кисть или метёлка. Околоцветник, в нижней части сросшийся с завязью, расположен на вершине трубчатой эпигонной зоны; чашечка цветка состоит из 4-5 отдельных либо частично сросшихся чашелистиков; венчик чаще всего имеет 4-5 лепестков. Мужская часть цветка состоит из 4-10 тычинок, примыкающих к эпигонной зоне, расположенных чаще всего в два ряда, часто заметно выступающих. Гинецей (женская часть цветка) представляет собой единый сложный пестик, состоящий из 2-5 плодолистиков; завязь нижняя, с одной камерой, содержащей 2(-6) семяпочек, подвешенных с верхушки завязи на длинном семенном канатике. Нектарный диск (часто опушённый), круглый или состоящий из 5-10 лопастей, расположен поверх завязи. Плод односемянной, часто сплюснутый, ребристый или крылатая костянка.
Больше всего видов объединены в роды комбретум (Combretum) и терминалия (Terminalia), каждый из них состоит примерно из 250 видов.

## Роды
- Anogeissus — Анногейссус
- Buchenavia — Бухенавия
- Bucida — Буцида
- Calopyxis — Калопиксис
- Calycopteris — Каликоптерис
- Combretum — Комбретум
- Conocarpus — Конокарпус
- Dansiea — Дансиея
- Guiera — Гуиера
- Laguncularia — Лагункулария
- Lumnitzera — Люмнитцера
- Macropteranthes — Макроптерантес
- Melostemon — Мелостемон
- Pteleopsis — Птелеопсис
- Quisqualis — Квисквалис
- Strephonema — Стрефонема
- Terminalia — Терминалия
- Terminaliopsis — Терминалиопсис
- Thiloa — Тилоа